# Santiago Stelcaldo
Santiago Osmar Stelcaldo (Brinkmann, Provincia de Córdoba, Argentina; 24 de septiembre de 1994) es un futbolista argentino. Juega como delantero y su primer equipo fue Vélez Sarsfield. Actualmente se encuentra sin club.

## Trayectoria

### Inicios
Se inició futbolísticamente en el club Centro Social y Deportivo Brinkmann, una de las dos únicas instituciones deportivas de su ciudad natal. Tuvo un breve paso en el primer equipo, disputando torneos de la Liga Regional de San Francisco. De este club también salieron los hermanos Ignacio y Julián Chicco, actuales jugadores de Colón.

### Vélez Sarsfield
Llegó a Vélez en el año 2012, donde siguió su carrera en las divisiones inferiores y en la reserva. Es un delantero con un gran estilo de juego y excelente pegada. También se adapta a la posición de centrocampista.
Hizo su debut en Primera División el 29 de febrero, ingresando en el segundo tiempo del partido frente a Gimnasia de la Plata, a los 13 minutos en lugar de Fabricio Alvarenga. En dicho encuentro, logra convertir su primer gol, de tiro libre, a los 45 minutos del segundo tiempo, lanzando un remate pinchado que nadie consigue desviar y haciéndolo inalcanzable para el arquero Enrique Bologna, significando la victoria de su equipo por 2-1. El 10 de abril de 2016, durante un partido correspondiente a la 10ª fecha, marcó su segundo gol frente a Rosario Central, lo que significaba el empate transitorio por 1-1, el cual no fue uno más, sino que fue el gol número 90.000 que se marcó en los torneos de primera división desde que se instauró el profesionalismo en el fútbol argentino, en 1931. Dicho partido, lo ganaría el conjunto de Bassedas por 3 a 2.

### Flandria
Tras rescindir su contrato con el conjunto de Liniers debido a que el técnico Omar De Felippe no le dio continuidad, estampa su firma en Flandria para afrontar la B Nacional.

### César Vallejo
A principios de 2018, al no haber disputado minutos, llega al conjunto peruano para afrontar la Segunda División de Perú. Disputó 9 partidos y consiguió el ascenso a la Primera División de Perú el 2 de diciembre de 2018.

### Unión de Sunchales
Luego de un semestre en Centro Social de Brinkmann, a mediados de 2019 se convierte en refuerzo de Unión de Sunchales para disputar el Torneo Federal A.

## Clubes
| Club                       | País      | Año         |
| -------------------------- | --------- | ----------- |
| Vélez Sarsfield            | Argentina | 2016-2017   |
| Flandria                   | Argentina | 2017        |
| Universidad César Vallejo  | Perú      | 2018        |
| Centro Social de Brinkmann | Argentina | 2019        |
| Unión de Sunchales         | Argentina | 2019-2020   |
| Centro Social de Brinkmann | Argentina | 2021 - 2025 |

### Estadísticas
- Actualizado al 27 de diciembre de 2020

| Club                 | Div.                | Temporada           | Liga | Liga | Copa Nacional | Copa Nacional | Copa Internacional | Copa Internacional | Total | Total |
| Club                 | Div.                | Temporada           | PJ   | G    | PJ            | G             | PJ                 | G                  | PJ    | G     |
| -------------------- | ------------------- | ------------------- | ---- | ---- | ------------- | ------------- | ------------------ | ------------------ | ----- | ----- |
| Vélez Argentina      |                     |                     |      |      |               |               |                    |                    |       |       |
| 1.ª                  | 2016                | 8                   | 2    | 0    | 0             | -             | -                  | 8                  | 2     |       |
| 1.ª                  | 2016/17             | 0                   | 0    | 0    | 0             | -             | -                  | 0                  | 0     |       |
| Total                | Total               | 8                   | 2    | 0    | 0             | -             | -                  | 8                  | 2     |       |
| Flandria Argentina   |                     |                     |      |      |               |               |                    |                    |       |       |
| 2.ª                  | 2017/18             | 0                   | 0    | -    | -             | -             | -                  | 0                  | 0     |       |
| Total                | Total               | 0                   | 0    | -    | -             | -             | -                  | 0                  | 0     |       |
| César Vallejo · Perú |                     |                     |      |      |               |               |                    |                    |       |       |
| 2.ª                  | 2018                | 9                   | 0    | -    | -             | -             | -                  | 9                  | 0     |       |
| Total                | Total               | 9                   | 0    | -    | -             | -             | -                  | 9                  | 0     |       |
| Unión (S) Argentina  |                     |                     |      |      |               |               |                    |                    |       |       |
| 3.ª                  | 2019/20             | 14                  | 3    | 2    | 0             | -             | -                  | 16                 | 3     |       |
| 3.ª                  | 2020                | 4                   | 1    | -    | -             | -             | -                  | 4                  | 1     |       |
| Total                | Total               | 18                  | 4    | 2    | 0             | -             | -                  | 20                 | 4     |       |
| Total en su carrera  | Total en su carrera | Total en su carrera | 35   | 6    | 2             | 0             | -                  | -                  | 37    | 6     |

## Palmarés

### Campeonatos nacionales
| Título           | Club          | País | Año  |
| ---------------- | ------------- | ---- | ---- |
| Segunda División | César Vallejo | Perú | 2018 |